# A Family Affair (film, 1984)
Pour les articles homonymes, voir Family Affair.
Pour plus de détails, voir Fiche technique et Distribution.
A Family Affair (全家福, Quan jia fu) est un film hongkongais réalisé par Dean Shek, sorti en 1984.

## Synopsis
Wing-cheung et sa femme Nancy se sont séparés en raison de conflits de personnalité, laissant leurs deux enfants, Maisy, 10 ans, et Tommy, 7 ans, sous la garde du père de Nancy, Alex. Peu de temps après, Wing-cheung et Nancy ont chacun rencontré un nouvel amour. Ne voulant pas que ses petits-enfants tombent entre les mains de beaux-parents, Alex élabore un plan pour que Wing-cheung et Nancy se réconcilient.

## Fiche technique
- Titre : A Family Affair
- Titre original : 全家福 (Quan jia fu)
- Réalisation : Dean Shek
- Scénario : Lee Chun
- Musique : Mahmood Rumajahn
- Photographie : Henry Chan
- Montage : Tony Chow Kwok-chung
- Production : Karl Maka et Dean Shek
- Société de production : Cinema City Film Productions
- Pays :  Hong Kong
- Genre : Comédie dramatique
- Durée : 97 minutes
- Dates de sortie : 
  -  Hong Kong : 15 août 1984

## Distribution
- Helen Chan : Maisy
- Olivia Cheng : Nancy Yeung
- Sam Hui : Chan Wing-cheung
- Dean Shek : Alex, le grand-père
- Jenny Tseng : Linda
- Melvin Wong : George

## Distinctions
Le film a été nommé au Golden Horse Award de la meilleure chanson pour le titre Love Is Invincible.